# The Sunstreams
The Sunstreams was een Nederlands zangkwartet uit Groesbeek.
The Sunstreams werd in 1965 opgericht en bestond uit Wim Liebers (1945-2016), Johnny Meijers, Theo Vissers en Freek Wijers. Ze brachten 26 singles uit en hun platenmaatschappij was CNR. In 1995 ging de band uit elkaar. Liebers speelde hierna nog tot 2007 in het trio Summersound. Zijn dochters speelden in The Moonlights.

## Singles
| Single met eventuele hitnotering(en) in de Nederlandse Top 40 | Datum van verschijnen | Datum van binnenkomst | Hoogste positie | Aantal weken | Opmerkingen                                                       |
| ------------------------------------------------------------- | --------------------- | --------------------- | --------------- | ------------ | ----------------------------------------------------------------- |
| Aan de grens van de Duitse heuvelen                           | 1979                  | 14-07-1979            | 7               | 10           | nr. 3 in de Single Top 100                                        |
| Hoor je het ruisen der golven                                 | 1979                  | 03-11-1979            | 26              | 5            | nr. 14 in de Single Top 100                                       |
| Ver in den vreemde                                            | 1980                  | 11-10-1980            | 30              | 3            | nr. 23 in de Single Top 100                                       |
| Je ging de wijde wereld in                                    | 1980                  | 22-11-1980            | tip9            |              | nr. 27 in de Single Top 100                                       |
| Nog veertien dagen                                            | 1981                  | 26-12-1981            | tip14           |              |                                                                   |
| De legionair                                                  | 1984                  |                       | -               |              |                                                                   |
| Heb ik jou verloren                                           | 1986                  |                       | -               |              |                                                                   |
| Zonder jou ben ik verloren                                    | 1987                  | 10-06-1987            | tip9            |              | nr. 56 in de Single Top 100                                       |
| Happy Xmas (War is over) / Gelukkig kerstfeest                | 1988                  | 10-12-1988            | 35              | 3            | Artiesten voor het Ronald McDonaldhuis / #15 in de Single Top 100 |

### LP's
- The Sunstreams (1979)
- Nieuwe Successen (1980)[4]
- Nog veertien dagen... (1981)
- Die goeie oude tijd (1985)
- Op Rode Rozen Vallen Tranen (1987)
- Gewoon Gelukkig Zijn (1988)
- Geef Mij Het Voordeel Van De Twijfel (1991)
- De allermooiste Zeemansliedjes (1994)